# Ayauhteotl
Ayauhteotl nella mitologia azteca era la dea della vanità e della fama era anche colei che impersonificava e  allo stesso tempo controllava le nebbie ed il fumo. Veniva particolarmente identificata con i raggi di luce che appaiono, in determinate condizioni atmosferiche, al tramonto. 
Era figlia di Teteo Innan e sorella di Tlazolteotl, dea del vizio, e di Itzpapalotl, dea del sesso e delle morti violente.

## Corrispondenze in altre mitologie
In altre mitologie si possono incontrare divinità corrispondenti e che sovrintendono agli stessi elementi (il crepuscolo, la nebbia e la gloria): Sekhmet (dea del tramonto) in Antico Egitto, Klymene o Pheme (dea della fama) ed Eukleia (dea della gloria) in Grecia, Titania (regina delle fate e della gloria) in Gran Bretagna, Yinà mna'ut "donna delle nebbie" e Yina'mtilan "uomo delle nebbie" in Siberia.